# Стюардсон (Іллінойс)
Стюардсон (англ. Stewardson) — селище (англ. village) в США, в окрузі Шелбі штату Іллінойс. Населення — 721 особа (2020).

## Географія
Стюардсон розташований за координатами 39°15′50″ пн. ш. 88°37′48″ зх. д. / 39.26389° пн. ш. 88.63000° зх. д. (39.263979, -88.630123).  За даними Бюро перепису населення США в 2010 році селище мало площу 1,55 км², уся площа — суходіл.

## Демографія
Згідно з переписом 2010 року, у селищі мешкали 734 особи в 305 домогосподарствах у складі 196 родин. Густота населення становила 473 особи/км².  Було 330 помешкань (213/км²).
Расовий склад населення:
| - 98,1 % — білих - 0,8 % — азіатів - 0,3 % — корінних американців - 0,1 % — вихідців з тихоокеанських островів |

До двох чи більше рас належало 0,1 %. Частка іспаномовних становила 0,7 % від усіх жителів.
За віковим діапазоном населення розподілялося таким чином: 25,1 % — особи молодші 18 років, 58,4 % — особи у віці 18—64 років, 16,5 % — особи у віці 65 років та старші. Медіана віку мешканця становила 41,3 року. На 100 осіб жіночої статі у селищі припадало 97,3 чоловіків;  на 100 жінок у віці від 18 років та старших — 96,4 чоловіків також старших 18 років.
Середній дохід на одне домашнє господарство  становив 56 766 доларів США (медіана — 48 456), а середній дохід на одну сім'ю — 68 871 долар (медіана — 55 625). Медіана доходів становила 39 750 доларів для чоловіків та 27 292 долари для жінок. За межею бідності перебувало 9,5 % осіб, у тому числі 14,1 % дітей у віці до 18 років та 7,8 % осіб у віці 65 років та старших.
Цивільне працевлаштоване населення становило 331 осіб. Основні галузі зайнятості: роздрібна торгівля — 15,7 %, освіта, охорона здоров'я та соціальна допомога — 12,7 %, мистецтво, розваги та відпочинок — 10,3 %, фінанси, страхування та нерухомість — 10,0 %.